# Joel Kielbowicz
Joel Kielbowicz (* 20. April 1983) ist ein US-amerikanischer Tennisspieler.

## Karriere
Kielbowicz spielte zunächst ausschließlich auf der Future- und der ATP Challenger Tour, meist in den USA. Auf der Future-Tour gewann er sieben Titel im Doppel.
2014 hatte er seinen einzigen Auftritt auf der ATP-Ebene. Bei den US Open spielte er 2014 dank einer Wildcard mit Partnerin Jacqueline Cako im Mixed, und sie scheiterten bereits in der Auftaktrunde mit 5:7, 3:6 an Taylor Townsend und Donald Young.
Seitdem nahm Kielbowicz nur am Challenger-Turnier in Las Vegas teil.